# Снекес, Ришард
Ришард Снекес (нидерл. Richard Sneekes; родился 30 октября 1968, Амстердам) — нидерландский тренер и футболист, завершивший игровую карьеру. Выступал на позиции полузащитника. Наиболее известен по выступлению за английский клуб «Вест Бромвич Альбион», в котором провёл бо́льшую часть своей карьеры.
С мая 2014 года является главным тренером клуба «Рашолл Олимпик», выступающего в Северной Премьер-лиге.

## Клубная карьера
Ришард Снекес — воспитанник амстердамского «Аякса». В первой команде полузащитник впервые сыграл в возрасте шестнадцати лет. Он дебютировал 27 октября 1985 года в матче чемпионата против «Харлема», выйдя на замену на 79-й минуте вместо Роба де Вита. Встреча завершилась победой амстердамцев со счётом 5:1. За три года Ришард сыграл за «Аякс» всего лишь в трёх матчах чемпионата. В последний раз в составе «красно-белых» он выходил на поле 16 апреля 1988 года в игре против «Зволле». В июле 1988 года Снекес был отдан в аренду в клуб «Волендам», а спустя сезон, он перешёл в «Фортуну».
В 2010 году Снекес сыграл несколько матчей за клуб «Дадли Таун», выступавший в лиге графства Уэст-Мидлендс.

## Личная жизнь
Ришард является отчимом фотомодели Мелиссы Снекес, которая в 2007 году выиграла титул «Мисс Нидерландов». Мелисса неоднократно заявляла в СМИ, что не знает кто её биологический отец, хотя предполагала, что это бывший футболист и спортивный аналитик Рене ван дер Гейп.